# Чюмина, Ольга Николаевна
О́льга Никола́евна Чю́мина (по мужу — Миха́йлова; 26 декабря 1864 года (7 января 1865), Новгород — 26 августа (8 сентября) 1909, Санкт-Петербург) — русская поэтесса и переводчица

, автор около 40 оригинальных поэм, множества стихотворений (первый сборник 1888 года, последний в 1908) и около 20 драматических пьес, а также повестей и рассказов в прозе. Ольга Николаевна публиковалась в том числе под псевдонимом Бой-Кот. Её стихотворные переводы из Данте, Мильтона, Теннисона были отмечены почётными отзывами и премиями Академии наук.

## Биография
Ольга Николаевна Чюмина родилась 26 декабря 1858 года (по старому стилю) в семье потомственного военного Николая Чюмина. Её далекие предки происходили от татарского князя Джюмы. Дед служил в гвардии, в аристократических Кексгольмском и Семёновском полках. По утверждению Ольги Чюминой, дед принимал участие в восстании декабристов, после чего блестяще начатая карьера прерывается и дальнейшая служба проходит в отдаленных гарнизонах. И дед, и отец Ольги Чюминой писали стихи.
Детство прошло в Финляндии, где был расквартирован полк, в котором служил отец. В 1876 году семья вернулась обратно в Новгород. В юности увлекалась театром и музыкой, готовилась к поступлению в консерваторию, а стихам, которые начала писать сравнительно поздно, значения не придавала.
В 1882 году стихотворение Чюминой без её ведома появилось в газете «Свет», издававшейся полковником В. В. Комаровым. Постепенно произведения новгородской поэтессы начинают появляться в лучших журналах России — «Вестнике Европы», «Русской мысли», «Русском богатстве», «Северном вестнике», «Мире Божьем».
В 1886 году Чюмина вышла замуж за офицера Г. П. Михайлова, после чего переехала с мужем в Санкт-Петербург.
Ольга Чюмина была знакома с А. Н. Плещеевым, Я. П. Полонским, В. М. Гаршиным. С дружеской симпатией относился к Чюминой А. П. Чехов.

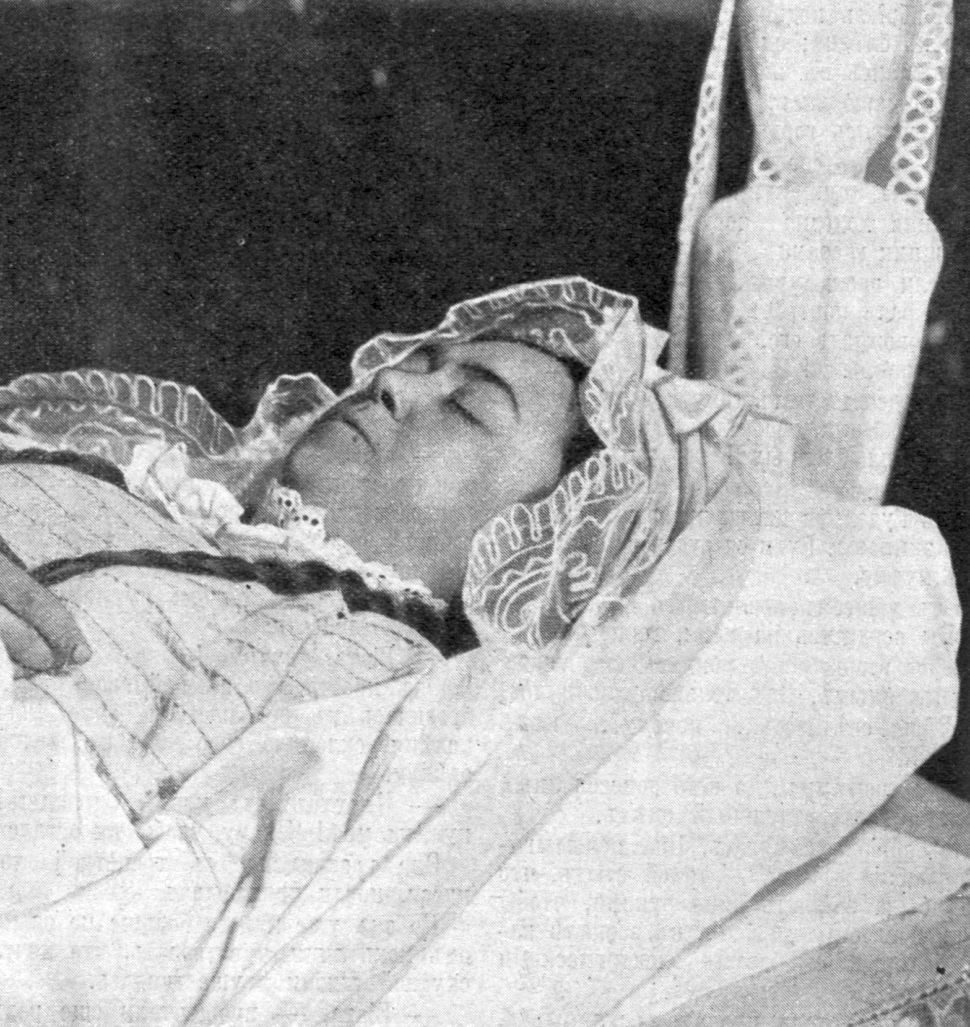
О. Н. Чюмина на смертном одре

Хорошо знали её в театральных кругах, а К. С. Станиславский называл её «самым верным другом и заступницей Московского Художественного театра». Её театральные фельетоны составили внушительный том («В ожидании. Фельетоны в стихах», СПб., 1905).
После революции 1905 года важное место в творчестве Чюминой начинает занимать политическая сатира. Так, в 1905—1906 годах появились два сборника революционной сатиры, сделавшие Чюмину «одной из самых заметных фигур сатирической журналистики». Одно из стихотворений, недвусмысленно направленное против особы царствующего дома, едва не привело к аресту автора.
Значительных успехов Чюмина добилась и в качестве переводчика. Её капитальные переводы из Данте, Мильтона, Теннисона были отмечены почетными отзывами и премиями Академии наук. В советские годы имя Ольги Чюминой прежде всего было известно благодаря непревзойдённому переводу на русский язык стихотворения Байрона «Ода авторам билля, направленного против разрушителей машин».
В 1908 году вышел сборник Ольги Чюминой «Осенние вихри» (1908), который оказался последним. После мучительной болезни Чюмина скончалась 24 марта 1909 года. Была похоронена на кладбище Воскресенского Новодевичьего монастыря, надгробный памятник утрачен.

### Оригинальные произведения
- О. Н. Чюмина. На жизнь и на смерть. Роман. СПб., 1895
- О. Н. Чюмина. За грехи отцов. Роман. СПб., 1896
- О. Н. Чюмина. На огонек рампы. СПб., 1898
- О. Н. Чюмина Стихотворения 1884—1888. — СПб.: Типография А. С. Суворина, 1889 г.
- О. Н. Чюмина Стихотворения 1892—1897. (в 1899 году удостоены почётного отзыва Пушкинской премии Императорской Академии Наук) — СПб., 1897, 1900
- О. Н. Чюмина Новые стихотворения. 1898—1904. — СПб.: Типография т-ва «Общественная Польза», 1905 г.
- Бой-Кот. Песни о четырёх свободах. Вып. 1. СПб.: Тип. Г.П. Быкова, 1906 г.
- О. Н. Чюмина. На темы дней свободы. СПб., 1906
- О. Н. Чюмина Осенние вихри. Стихи. — СПб., Электропечатня Я. Левенштейн, Екатерингофский пр. 10—19, 1908 г.

### Переводы
- Потерянный и Возвращенный Рай. Поэмы Д. Мильтона. / В новом стихотворном переводе О. Н. Чюминой (с 50-ю большими рисунками художника Г. Доре). — СПб.: Изд. А. А. Каспари, 1899 г. (в 1901 году удостоена половинной Пушкинской премии)
- О. Н. Чюмина Данте Алигьери. Божественная комедия / Пер. О. Н. Чюминой. СПб., 1900. (в 1905 году перевод удостоен половинной Пушкинской премии)
- Г. фон Гофмансталь. Электра. Пер. О. Чюминой. СПб., 1907
- Г. фон Гофмансталь. Эдип и Сфинкс. Пер. О. Чюминой. М., 1908